# North Bay Village
North Bay Village város az USA Florida államában, Miami-Dade megyében. Lakosainak száma 8159 fő (2020. április 1.).

## Népesség
A település népességének változása:

| 2010 | 7 137 |
| 2020 | 8 159 |